# Vandalisme d'œuvre d'art

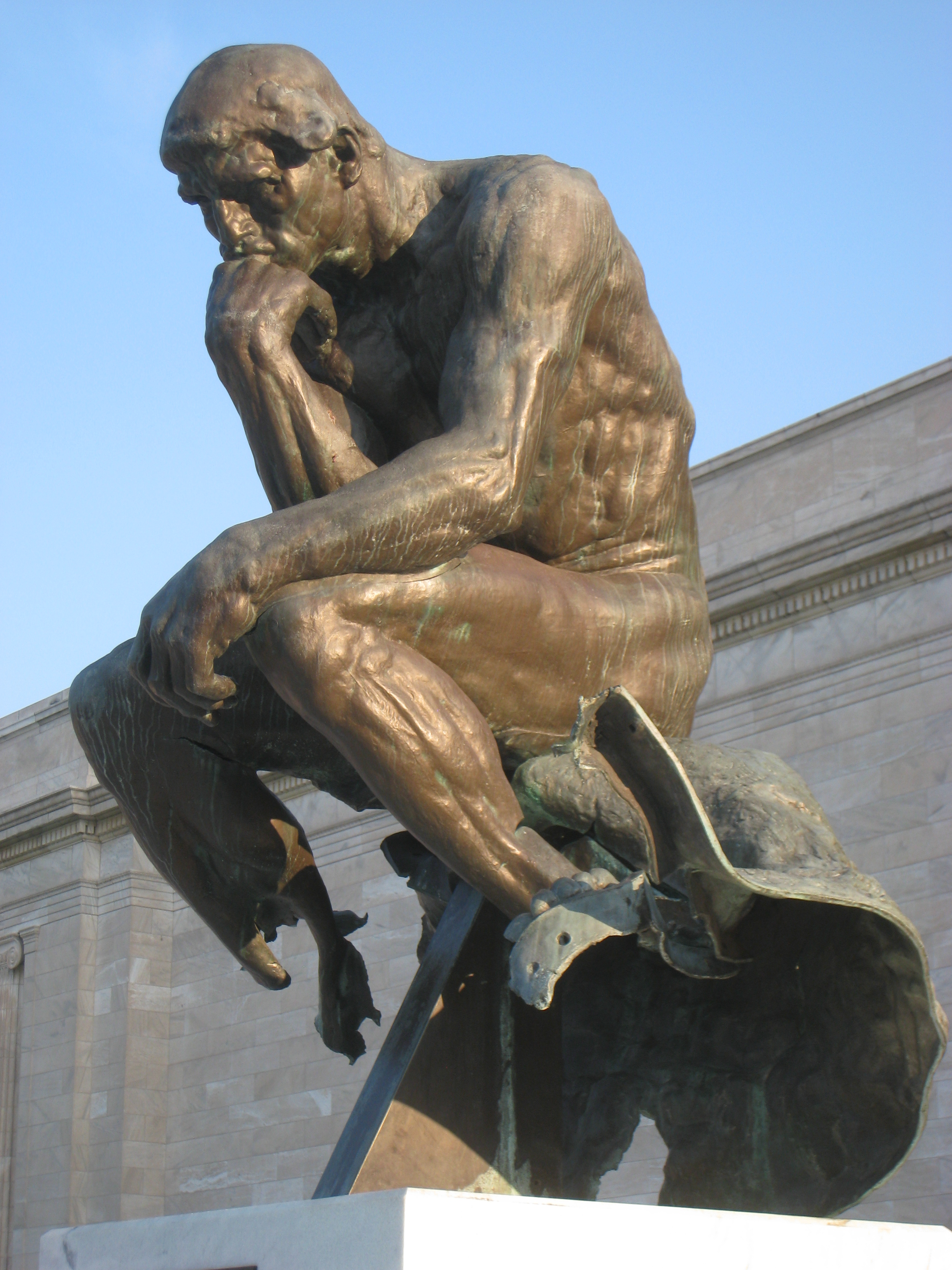
Moulage vandalisé du Penseur d'Auguste Rodin au Cleveland Museum of Art.

Le vandalisme d'œuvre d'art est un dommage intentionnel réalisé sur une œuvre, généralement exposée en public, qui reste ensuite en place juste après l'acte. Cela peut le distinguer de la destruction d'art et de l'iconoclasme, où l'œuvre peut être entièrement détruite ou enlevée, et du vol d'œuvre d'art ou encore du pillage d’œuvre d'art.
De nombreux actes de vandalisme contre des œuvres sont connus et certains objets, tels que La Joconde, La Ronde de nuit ou La Petite Sirène, ont été intentionnellement endommagés à plusieurs reprises. Certains vandales sont diagnostiqués avec un trouble mental et, comme Hans-Joachim Bohlmann, sont récidivistes ; d'autres réalisent l'action pour des raisons idéologiques ou militantes. Les actes de vandalisme les plus visibles sont presque toujours prémédités car l'outil de destruction – un couteau, de la peinture, de l'acide ou un marteau – est intentionnellement amené sur les lieux.
Dans la plupart des cas, les œuvres sont restaurées. Les restaurations étant coûteuses et longues, elles sont dans de nombreux cas suivies d'une protection de l'œuvre contre de futures attaques.

## Histoire du terme
Le terme vandalisme est créé en 1794 par Henri Grégoire, évêque de Blois, pour décrire la destruction d'œuvres d'art pendant la Révolution française. Le terme est provient de l'invasion de Rome en 455 par la tribu germanique des Vandales, qui entraîne la destruction de nombreuses œuvres d'art. Il est ensuite rapidement adopté dans toute l'Europe.

## Méthodes

### À l'acide ou à la peinture
En 1880, les expositions du peintre russe Vassili Verechtchaguine à Vienne provoquent l'opposition de l'Église catholique. Un moine réalise une attaque contre deux tableaux, Sainte Famille (russe : Святое семейство) et Résurrection (russe : Воскресение Христово), en les éclaboussant d'acide jusqu'à les détruire.
En 1974, Tony Shafrazi écrit « KILL LIES ALL » avec de la peinture rouge sur l'œuvre Guernica de Pablo Picasso. Shafrazi proteste alors ostensiblement contre le pardon accordé par Richard Nixon à William Calley pour les actions de ce dernier lors du massacre de My Lai. La peinture est ensuite enlevée relativement facilement de la surface vernie.
Le 15 juin 1985, le tableau Danaé de Rembrandt est attaqué avec de l'acide sulfurique et au couteau au musée de l'Ermitage, en Russie. Toute la partie centrale de la composition a été pratiquement détruite. La restauration prend douze ans, entre 1985 et 1997 et le tableau est depuis protégé par une vitre blindée.
En 1997, Alexander Brener peint un symbole de dollar vert sur le tableau Suprematisme de Kazimir Malevitch. Le tableau est restauré et Brener condamné à 5 mois de prison.
Le 13 juin 2012, Uriel Landeros peint à la bombe un taureau et un matador puis écrit "Conquista" avec de la peinture noire sur l'œuvre Femme dans un fauteuil rouge de Pablo Picasso. Il est condamné à deux ans de prison.
En 2017, un dans le cadre de l'attaque contre des militaires au Carrousel du Louvre, le suspect est retrouvé avec sur lui des bombes de peintures destinées à défigurer des œuvres du musée,.

### Au couteau

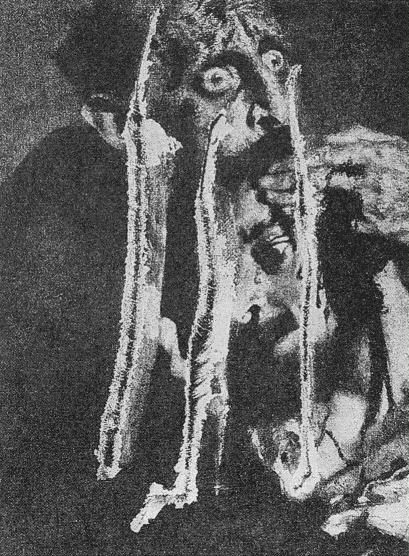
La partie dIvan le Terrible tue son fils endommagée en 1913.

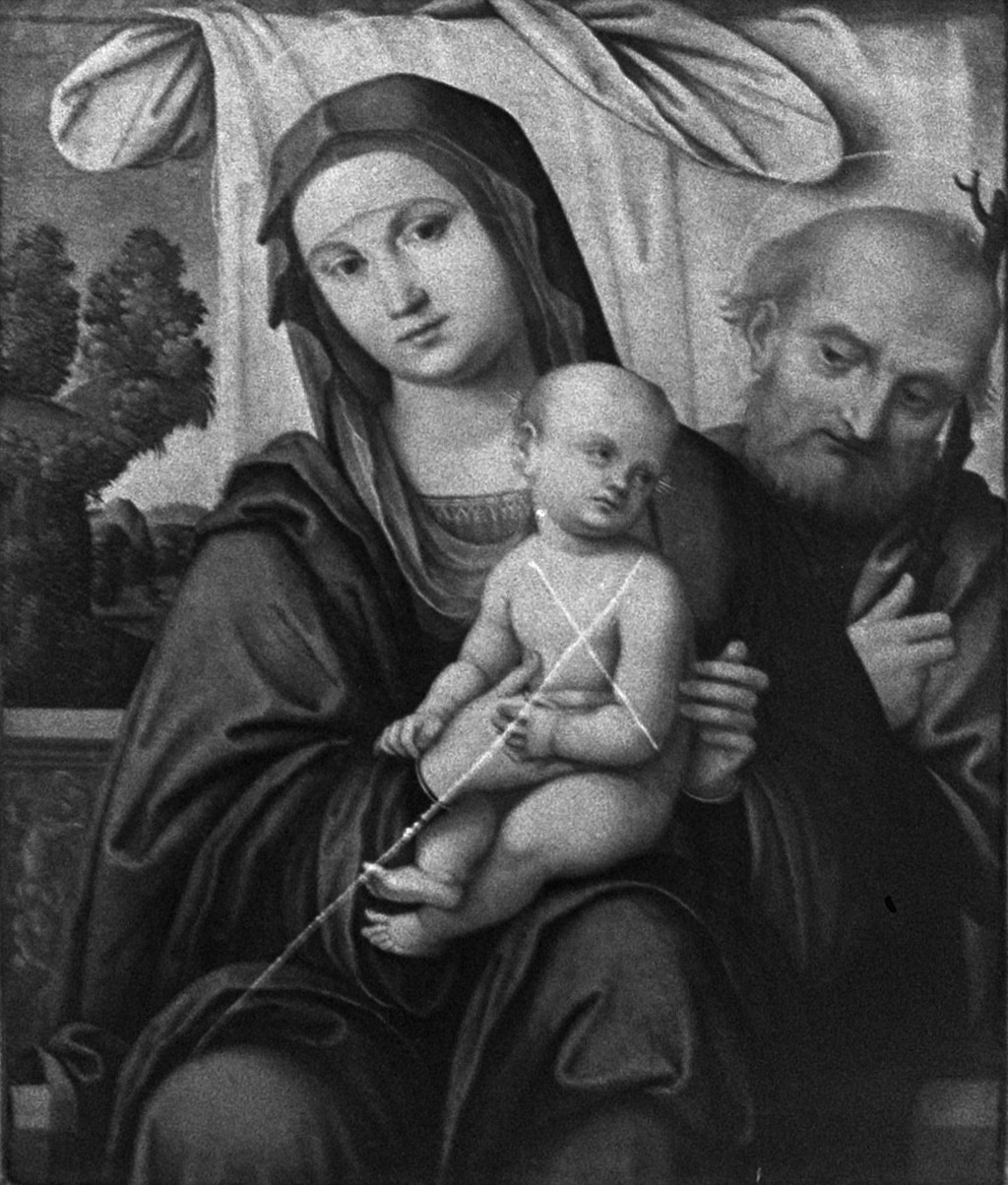
La Sainte Famille de Lorenzo Costa au Stedelijk Museum Amsterdam portant des entailles réalisées par un inconnu en 1969.

Le 16 janvier 1913, un iconographe de 29 ans, Abram Balashev, attaque au couteau le tableau Ivan le Terrible tue son fils d'Ilia Repine dans la galerie Tretiakov à Moscou. Il est ensuite interné dans un hôpital psychiatrique. Le tableau est restauré par deux experts russes en une semaine, le travail étant grandement facilité par la disponibilité de photographies de bonne qualité de la peinture.
Le 10 mars 1914, la suffragette Mary Richardson entre dans la National Gallery de Londres et attaque le tableau Vénus à son miroir de Diego Velázquez avec un couperet à viande. Son action est provoquée par l'arrestation la veille de la suffragette Emmeline Pankhurst bien qu'il y ait eu des avertissements antérieurs d'une attaque planifiée contre la collection. Richardson laisse sept entailles sur la peinture, qui sont toutes réparées avec succès,,. Richardson est condamnée à six mois d'emprisonnement, le maximum autorisé pour la destruction d'une œuvre d'art. Dans une déclaration à la Women's Social and Political Union peu de temps après, Richardson explique : "J'ai essayé de détruire l'image de la plus belle femme de l'histoire mythologique en guise de protestation contre le gouvernement pour avoir détruit Mme. Pankhurst, qui est le plus beau personnage de l'histoire moderne".

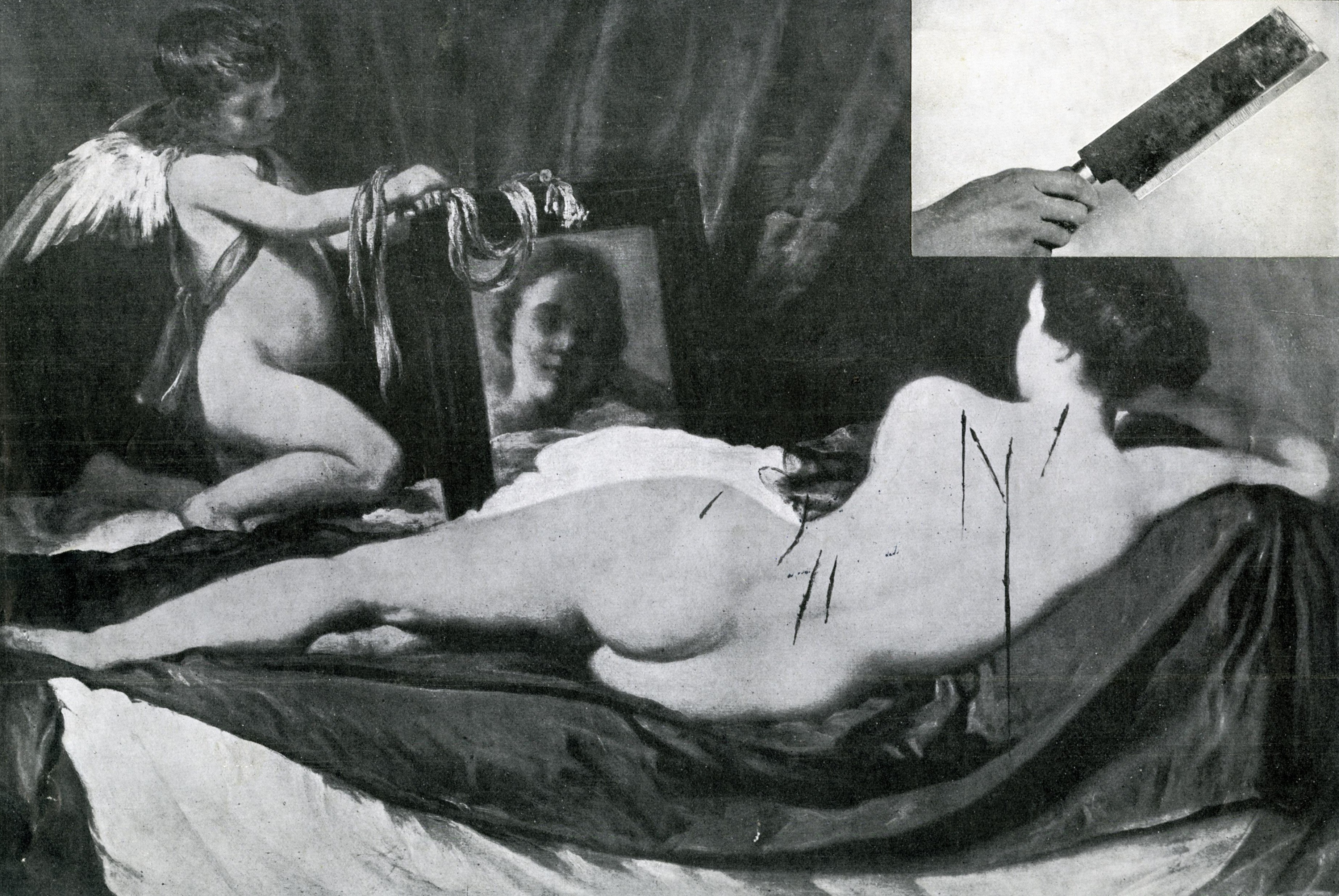
Vénus à son miroir de Vélasquez a été lacérée par Mary Richardson en 1914.

En septembre 1969, des personnes inconnues laissent de longues égratignures sur cinq tableaux du Stedelijk Museum d'Amsterdam, la plupart des dommages étant infligés à la Sainte Famille de Lorenzo Costa.
Le 6 avril 1978, un artiste néerlandais de 31 ans, mécontent du non-paiement de ses prestations sociales par les autorités d'Amsterdam, fait trois coupes de 30 à 40 cm de long au centre du tableau La Berceuse de Vincent van Gogh au Stedelijk Museum. Quelques jours plus tôt, un Italien de 27 ans lacère le tableau L'Adoration du Veau d'or de Nicolas Poussin à la National Gallery de Londres.
En 1986, un homme "souhaitant se venger de l'art abstrait" découpe au couteau le tableau Who's Afraid of Red, Yellow and Blue III de Barnett Newman. La restauration prend 5 ans et coûte 450 000 $. Après avoir purgé une peine de prison, le délinquant attaque un autre tableau de Newman.

### Avec une arme contondante
Le 7 février 1845, le Vase Portland, un vase verre camée romain datant du premier siècle avant J.-C. est brisé par un homme ivre alors qu'il était exposé au British Museum. Le vase est ensuite reconstitué et subit plusieurs autres réparations, toutes n'étant pas entièrement réussies. L'apparence du vase ne devient satisfaisante qu'après sa restauration la plus récente en 1987.
Le 14 septembre 1991, un homme « dérangé » attaque la statue David de Michel-Ange avec un marteau qu'il avait dissimulé sous sa veste, abîmant les orteils du pied gauche avant d'être retenu,. Les échantillons obtenus à partir de cet incident aident les scientifiques à déterminer que le marbre utilisé provenait des carrières de Fantiscritti à Miseglia, au centre de trois petites vallées de Carrare. La statue est ensuite restaurée.
La Pietà, une autre œuvre de Michel-Ange conservée dans basilique Saint-Pierre du Vatican, est attaquée par Laszlo Toth le 21 mai 1972. Le géologue utilise un marteau de géologue et crie "Je suis Jésus-Christ !". Il abîme la paupière gauche, le cou, la tête, le voile et l'avant-bras gauche de la Vierge Marie. La plupart des morceaux cassés sont récupérés par les agents de service, mais certains sont emportés par des touristes. La sculpture est réparée et est depuis protégée par du verre pare-balles. Toth n'a pas été accusé d'un crime, mais a été jugé socialement dangereux et confiné pendant deux ans dans un établissement psychiatrique en Italie,,.
Le 17 février 2014, un artiste floridien, Maximo Caminero, détruit un vase coloré de l'artiste chinois Ai Weiwei pour protester contre le manque d'expositions d'artistes locaux au Pérez Art Museum Miami. La valeur du vase était estimée à 1 million de dollars et Caminero a ensuite été arrêté.

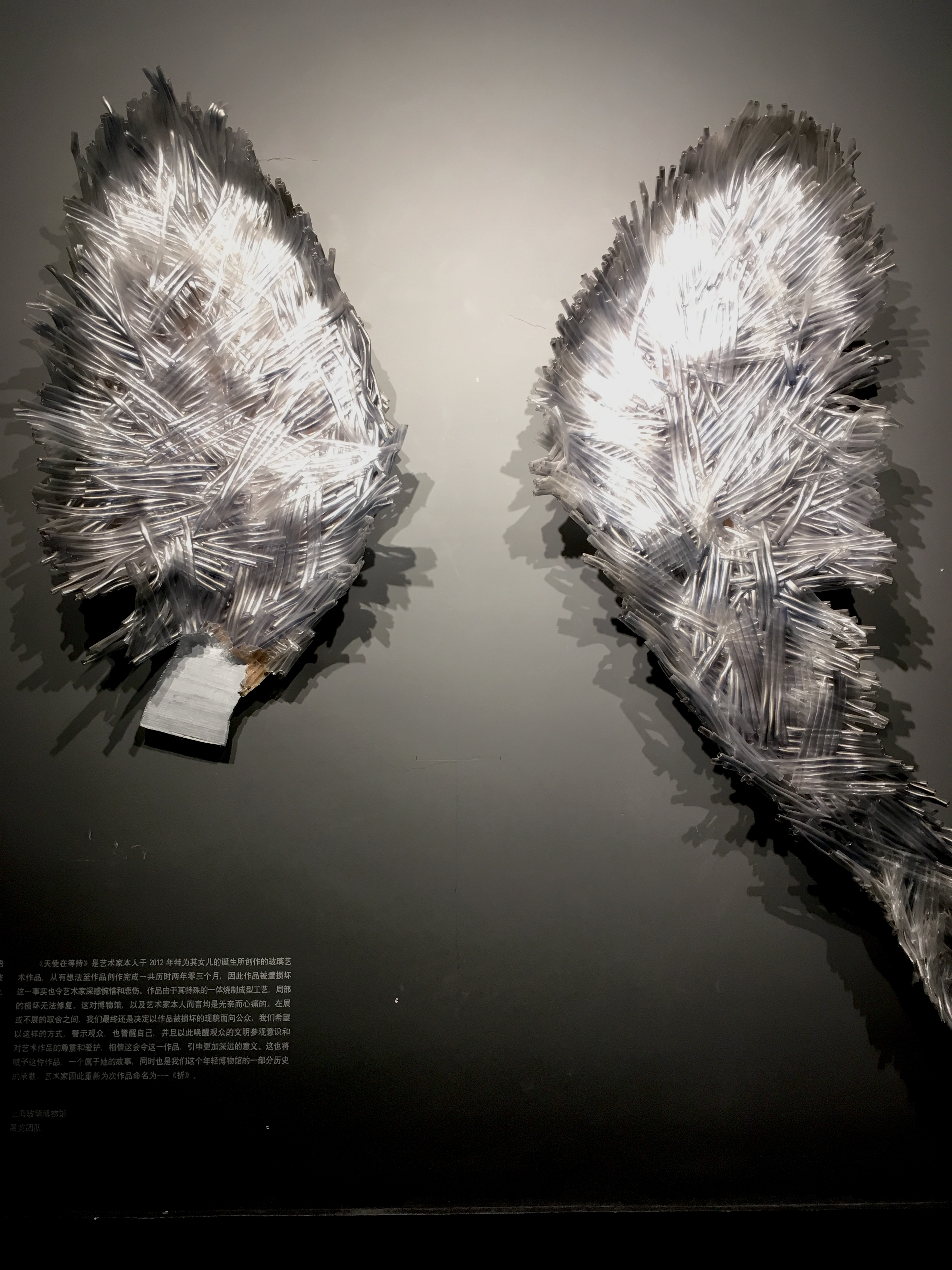
Broken (anciennement Angel is Waiting) de Shelly Xue.

En 2016, la sculpture en verre Angel Is Waiting de Shelly Xue, exposée au Musée du verre de Shanghai, est irrémédiablement endommagée après que deux jeunes garçons se soient faufilés derrière les barrières et commencent à tirer sur la sculpture. Après l'incident, la sculpture est renommée Broken et un écran de télévision ajouté afin de diffuser en boucle des images de sécurité de l'incident,,.
Le 26 mai 2018, Ivan le Terrible tue son fils est de nouveau vandalisé. Un homme ivre de 37 ans s'empare d'un support métallique et frappe à plusieurs reprises le tableau, brisant sa vitre de protection, endommageant gravement le cadre en bois d'origine, et déchirant la partie centrale de la toile. Heureusement, les détails les plus importants de l'œuvre, c'est-à-dire les têtes et les mains du tsar et de son fils, ne sont pas endommagés.

### Rouge à lèvres
En 1912, une jeune femme embrasse le front, les yeux et le nez d'un portrait de François Boucher au Louvre afin d'attirer l'attention sur elle.
En 1977, Ruth van Herpen, 43 ans, embrasse un tableau de Jo Baer au Musée d'art moderne d'Oxford, prétendant essayer d'égayer un tableau « froid ». Elle est condamnée à payer les frais de restauration de 1 260 $,.
En 1998, le tableau Bathtub d'Andy Warhol, estimé à plusieurs centaines de milliers de dollars, est embrassé par un vandale lors d'une soirée au musée.
Le 19 juillet 2007, la police arrête l'artiste Rindy Sam après qu'elle a embrassé la toile entièrement blanche Phaedrus de Cy Twombly, laissant une marque de rouge à lèvres. L'œuvre, d'une valeur estimée à 2 830 000 $, était exposée au Musée d'art contemporain d'Avignon, en France. Les premières tentatives pour enlever la marque à l'aide d'environ 30 produits chimiques divers échouent. Sam est jugée par le tribunal d'Avignon pour « dégradation volontaire d'une œuvre d'art ». Elle se défend en déclarant au tribunal qu'il s'agit « d'un acte artistique provoqué par la puissance de l'Art ». En novembre 2007, elle est condamnée à payer 1 000 € au propriétaire du tableau, 500 € à la galerie d'Avignon qui l'a exposé et 1 € au peintre,. En juin 2009, elle est condamnée à verser 18 840 € à la galerie Yvon Lambert,.

### Aux armes à feu
En juillet 1987, un homme du nom de Robert Cambridge entre à la National Gallery de Londres avec un fusil à canon scié dissimulé sous son manteau. Il tire ensuite sur le dessin Sainte Anne, la Vierge, l'Enfant Jésus et saint Jean-Baptiste enfant de Léonard de Vinci à une distance d'environ 2 mètres. La chevrotine ne pénètre pas le verre protecteur mais le brise néanmoins, ce qui cause des dommages importants à l'œuvre. Cambridge déclare à la police souhaiter exprimer son dégoût pour "les conditions politiques, sociales et économiques en Grande-Bretagne". Il est ensuite placé dans un établissement psychiatrique et la restauration du dessin dure plus d'un an.

### Autres outils
En 1996, l'artiste canadien Jubal Brown vandalise la peinture de Raoul Dufy Port au Havre au Musée des beaux-arts de l'Ontario à Toronto, puis Composition With Red an Blue de Piet Mondrian au Musée d'art moderne de New York en vomissant délibérément des couleurs primaires sur eux.
En janvier 1998, des vandales percent deux tableaux d'Henri Matisse, Le pianiste aux joueurs de dames (1924) et La Japonaise (1901), exposés aux Musées du Capitole. Les trous sont réparés en quelques jours.
En janvier 2004, l'ambassadeur d'Israël en Suède, Zvi Mazel, tente de détruire l'œuvre d'art Blanche-Neige et la Folie de la vérité en débranchant les lumières et en jetant l'une d'entre elles dans une piscine provoquant un court-circuit.
Le 24 février 2006, un garçon de 12 ans colle du chewing-gum sur la peinture abstraite The Bay de Helen Frankenthaler, évaluée à 1,5 million de dollars et exposée au Detroit Institute of Arts. Le laboratoire de conservation du musée nettoie et restaure avec succès le tableau, qui est remis en exposition fin juin 2006.
En 2007, le tableau Le Triomphe de David d'Ottavio Vannini (1640), exposé au Milwaukee Art Museum, est attaqué par un homme de 21 qui l'arraché du mur, le piétinant plusieurs fois. L'homme aurait été dérangé par l'image de la tête coupée de Goliath.
En 2007, des vandales font irruption au musée d'Orsay à Paris et endommagent le tableau Le Pont d'Argenteuil de Claude Monet. Ils laissent une déchirure de 10 centimètres au milieu, soit avec un coup de main, soit avec un objet pointu.
En 2012, un homme de 49 ans du nom d'Andrew Shannon perce un grand trou dans le Bassin d'Argenteuil avec un seul voilier, aussi de Claude Monet et évalué à 10 millions d'euros, alors qu'il était exposé à la Galerie nationale d'Irlande. Une enquête policière révèle que l'acte est délibéré puis il est emprisonné pendant cinq ans. Après 18 mois de travaux de restauration, le 1er juillet 2014, le tableau est ré-accroché dans la galerie, derrière une vitre de protection. La restauration voit 7% de la zone endommagée totalement perdue, dans un processus qui implique de recoudre des fils microscopiques.
Three Figures d'Anna Leporskaïa est abîmé en février 2022 à Ekaterinbourg. Le tableau est vandalisé par un gardien de la galerie « qui s'ennuyait » et qui a dessiné des yeux au stylo à bille.

## Vandalisme répété

### Hans-Joachim Bohlmann
Hans-Joachim Bohlmann (1937–2009) est un vandale en série allemand. Entre 1977 et 2006, il endommage plus de 50 tableaux d'une valeur totale de plus de 270 millions de Deutsche Marks (environ 138 millions d'euros) d'artistes comme Rubens, Rembrandt ou Dürer. Il souffrait de troubles de la personnalité et a été soigné dans divers hôpitaux psychiatriques depuis son plus jeune âge. Dans la plupart des actes, il asperge les peintures d'acide sulfurique, ciblant les visages des personnages.

### La Joconde

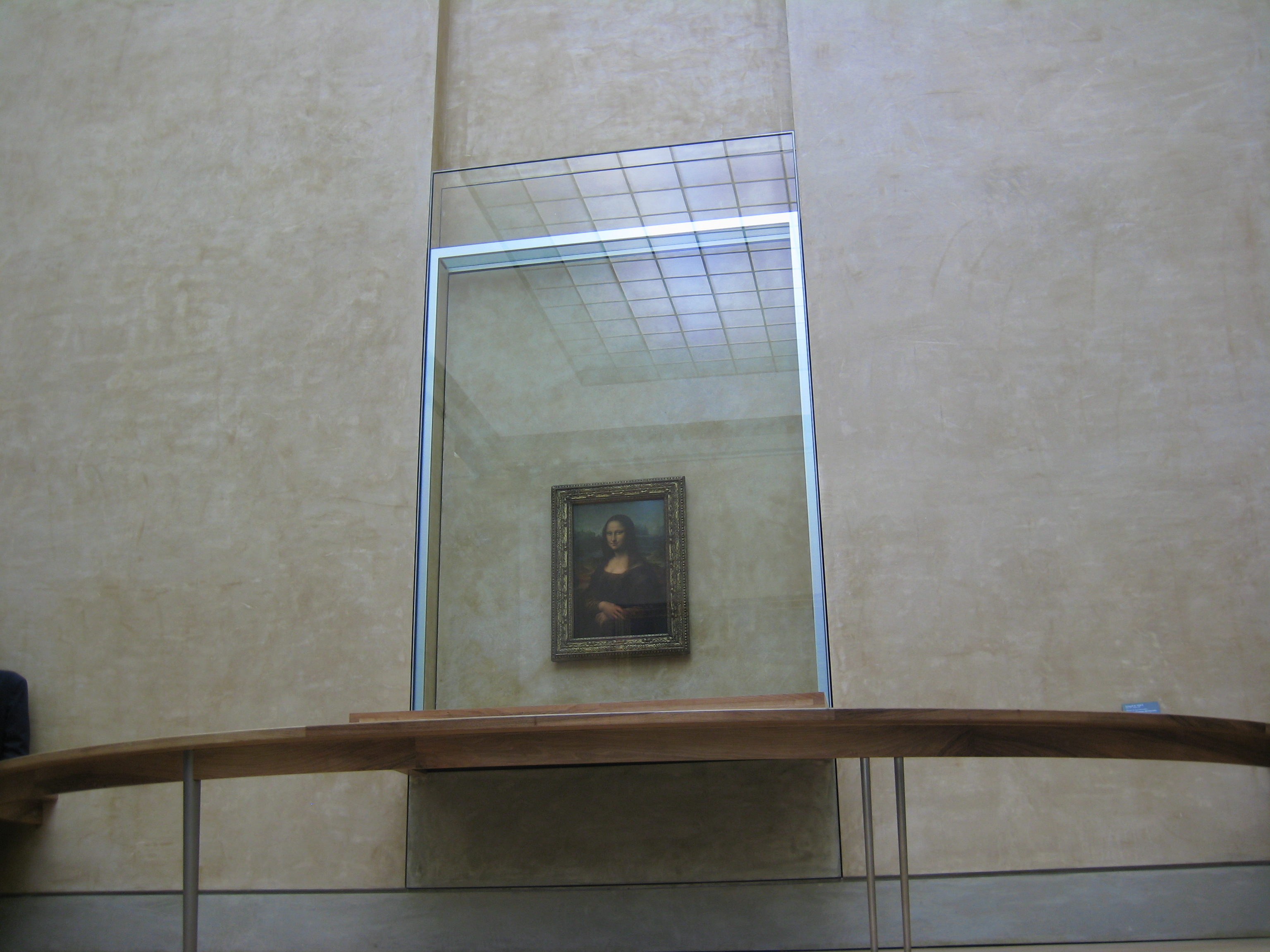
Protection permanente du portrait de Mona Lisa au musée du Louvre.

La Joconde de Léonard de Vinci attire de nombreux vandales et est l'une des œuvres d'art les mieux protégées au monde. Le 30 décembre 1956, un jeune Bolivien nommé Ugo Ungaza Villegas lance une pierre sur le tableau, ce qui entraîne la perte d'un grain de pigment près du coude gauche, qui a ensuite été repeint.
L'utilisation de verre blindé protège le tableau des attaques plus récentes. En avril 1974, une femme handicapée, bouleversée par l'inaccessibilité du musée, pulvérise de la peinture rouge sur le tableau alors qu'il était exposé au Musée national de Tokyo. Le 2 août 2009, une femme russe, désemparée de s'être vu refuser la nationalité française, jette une tasse en terre cuite, achetée au musée, sur le tableau du Louvre qui se brise contre l'enceinte de verre,. Dans les deux cas, la peinture reste intacte.
En 2022, un Français déguisé en vieille femme en fauteuil roulant lance un gâteau sur l'enceinte vitrée avant de formuler une déclaration contre le réchauffement climatique. La peinture est intacte et le verre nettoyé peu de temps après.

### La Ronde de nuit

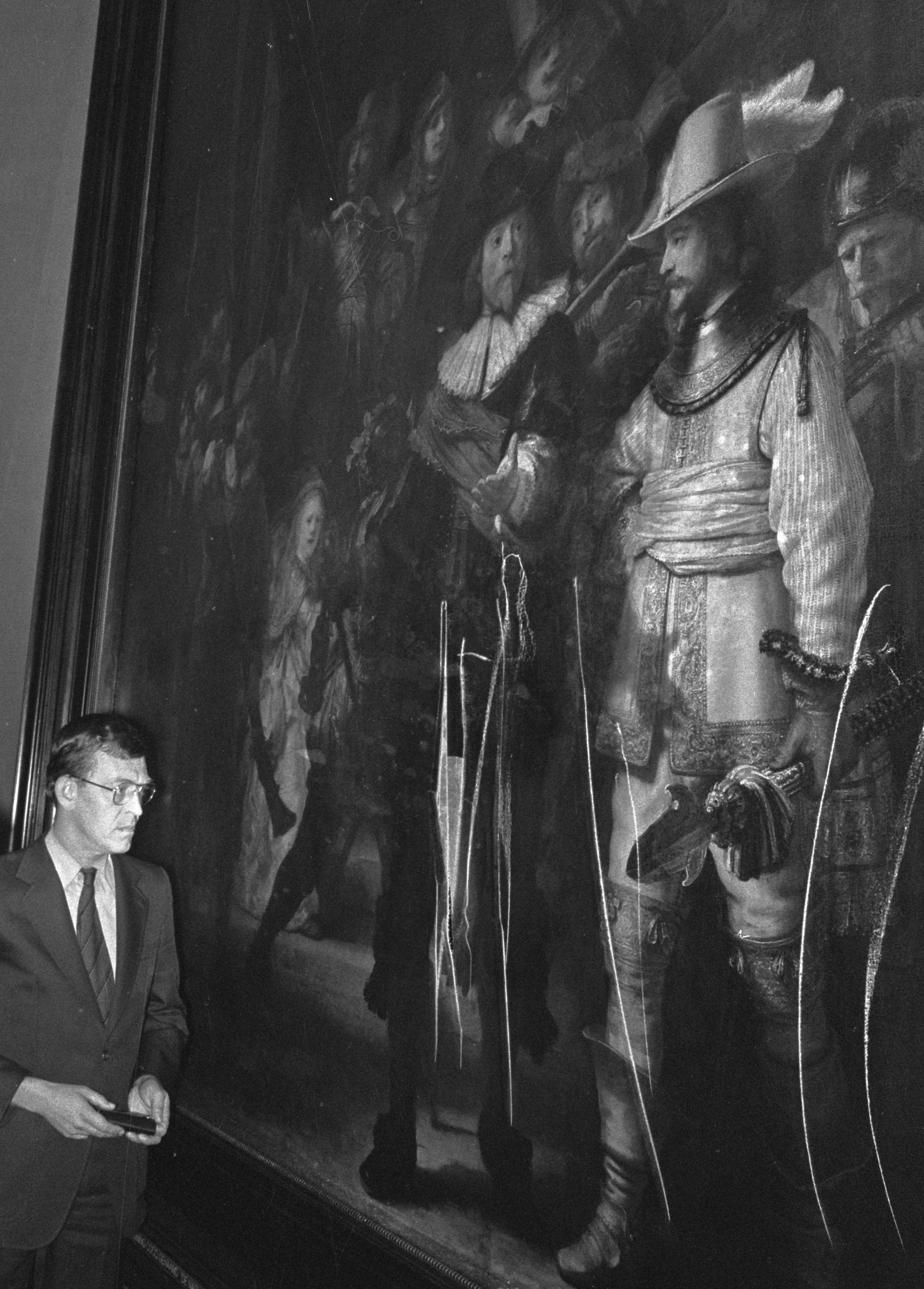
La Ronde de nuit de Rembrandt après avoir été lacérée par William de Rijk en septembre 1975.

La Ronde de nuit de Rembrandt (1642) est l'une des peintures les plus populaires du Rijksmuseum d'Amsterdam. Le 13 janvier 1911, un cuisinier de la marine au chômage tente de le couper avec un couteau, mais ne parvient pas à traverser l'épais vernis du tableau,. En 1975, William de Rijk, un enseignant au chômage, coupe des dizaines de lignes en zigzag dans le tableau avec un couteau avant d'être arrêté par les gardes. Après l'événement, il est identifié avec un trouble mental et est envoyé dans un hôpital psychiatrique où il se suicide le 21 avril 1976. Il faut six mois pour restaurer le tableau et il reste encore des traces de coupures,,,. En 1990, un homme jette de l'acide sur le tableau. Les gardes parviennent à le diluer rapidement avec de l'eau pour qu'il ne pénètre que dans la couche de vernis, et la peinture est restaurée à nouveau,.

### La Petite Sirène
La Petite Sirène est une statue de la sirène du conte de fées du même nom de Hans Christian Andersen. La statue est située dans le port de Copenhague et est une attraction touristique majeure de la ville. La statue a été endommagée et défigurée tellement de fois depuis le milieu des années 1950 qu'en 2007 les responsables de Copenhague annonce qu'elle pourrait être déplacée plus loin dans le port pour éviter de nouveaux actes de vandalisme et empêcher les touristes de grimper dessus.
Le principale type de vandalisme est la décapitation. Le 24 avril 1964, la tête de la statue est sciée et volée par des artistes du mouvement situationniste. La tête originale n'est jamais récupérée et une nouvelle tête est produite puis attachée. Le 6 janvier 1998, la statue est de nouveau décapitée,. Les coupables ne sont jamais retrouvés, mais la tête est renvoyée anonymement à une chaîne de télévision locale et rattachée le 4 février.
Dans la nuit du 10 septembre 2003, la statue est renversée de sa base avec des explosifs et retrouvée plus tard dans les eaux du port. Des trous sont creusés dans le poignet et le genou de la sirène.
De la peinture a été versée sur la statue à plusieurs reprises, dont un épisode en 1963 et deux en mars et mai 2007,.

## Comme forme de protestation politique
À Ostende, la promenade présente un monument de 1931 dédié à Léopold II de Belgique, montrant Léopold et des pêcheurs d'Ostende reconnaissants et des Congolais. L'inscription accompagnant le groupe congolais note : « De dank der Congolezen aan Leopold II om hen te hebben bevrijd van de slavernij onder de Arabieren » (en français : « La gratitude des Congolais à Léopold II pour les avoir libérés de l'esclavage sous les Arabes »). En 2004, un groupe d'activistes coupe la main de la figure de bronze congolaise la plus à gauche, en signe de protestation contre les exactions belges commises au Congo. Le conseil municipal décide de conserver la statue dans sa nouvelle forme, sans la main,.
En 2009, l'archiviste Joel Chung Yin-chai, l'un des amis du graffeur Tsang Tsou-choi, vandalise un certain nombre d'œuvres de Tsang. Cela est fait pour protester contre le fait que, malgré la promesse du gouvernement de Hong Kong de préserver les œuvres de Tsang, le département des autoroutes avait peint sur l'une d'entre elles plus tôt cette année-là,.
Lors de la révolution égyptienne de 2011, des émeutes conduisent à la destruction massive d'oeuvre d'arts égyptiennes, des sculptures aux autres artefacts anciens.[réf. nécessaire]
Lors des manifestations de George Floyd en 2020, la sculpture Serve & Protect du Public Safety Building de Salt Lake City est vandalisée avec de la peinture rouge de sorte que les mains representées semblent être ensanglantées. Cela est fait pour attirer l'attention sur la brutalité policière, la peinture ayant été lavée le lendemain,.
En octobre 2022, Les Tournesols de Vincent van Gogh sont aspergés de soupe de tomate à la National Gallery de Londres par des militants écologistes. La peinture n'est pas endommagée car recouverte de verre.
Le 8 mars 2023, une militante du groupe Palestine Action lacère à l’université de Cambridge un portrait de Lord Arthur Balfour, ancien Premier ministre du Royaume-Uni, auteur en 1917, étant alors secrétaire d’Etat britannique aux Affaires étrangères, d’une déclaration exprimant le soutien du Royaume-Uni à l’établissement d’un «foyer national pour le peuple juif» en Palestine.

## Motivations

### Comme forme d'art
Le vandalisme sur des œuvres exposées est parfois pensé comme une performance artistique. On parle alors de « vandalisme créatif », pratique plutôt récente dont la première occurrence identifiée remonte à 1974, avec le vandalisme du tableau Guernica par Tony Shafrazi. Les œuvres vandalisées ne sont que très rarement conservées en l'état, n'étant pas assimilées par le champ artistique. Bien que parfois pensés comme des performances, les vandalismes ne sont pas considérés par le champ de l'art comme tels.

### Expérience contrariée
La motivation du vandalisme d'art est parfois ce qui est figurativement représenté sur l’œuvre, jugé comme offensante (blasphématoire par exemple). L'action vise alors a exprimer un désaccord avec la représentation artistique. C'est par exemple le cas de l’œuvre Myra, de Marcus Harvey, cible de deux attaques en 1997, qui faisait alors déjà l'objet de controverses. D'abord la cible d'encre de Chine, elle est ensuite aspergée par des œufs.